# Boswellia socotrana
Boswellia socotrana là một loài thực vật thuộc họ Burseraceae. Đây là loài đặc hữu của Socotra, Yemen. Môi trường sống tự nhiên của chúng là rừng khô nhiệt đới hoặc cận nhiệt đới và vùng cây bụi khô khu vực nhiệt đới hoặc cận nhiệt đới.